# Cyclopaedia
La Cyclopaedia or an universal dictionary of arts and sciences, o brevemente Cyclopaedia, è un'opera scritta da Ephraim Chambers, stampata per la prima volta a Londra nel 1728 in quattro volumi in folio.
Meno conosciuta della più famosa Encyclopédie dei francesi Diderot e d'Alembert, Cyclopaedia è comunque la fonte principale d'ispirazione e un modello per tutti coloro che, durante tutto il XVIII secolo, si prefissarono l'obiettivo di redigere opere in grado di offrire un sapere critico e universale (la stessa Encyclopédie inizialmente era stata pensata come una semplice traduzione in francese di Cyclopaedia).

## Origini
Le origini di questo libro sono, secondo le parole di Chambers: 
- il Lexicon Technicum: O, An Universal English Dictionary of Arts and Sciences: Explaining not only the Terms of Art, but the Arts Themselves di John Harris pubblicato nel 1704 a Londra considerata come la prima enciclopedia moderna in lingua inglese.
- Le Dictionnaire historique et critique di Pierre Bayle (1697-1702)
- Le Grand Dictionnaire Historique di Louis Moréri (1674)

## Edizioni

### Inglese
- 1ª ed., 1728, 2 vol. (vol. 1 ; vol. 2 nelle Collezioni di documenti dell'Università del Wisconsin).
- 2ª ed., Londra, stampato per D. Midwinter, A. Bettesworth e C. Hitch, J. Senex, R. Gosling, [e 12 altri a Londra], 1738, 2 vol. (2466 p.)
- 3ª ed., corretta e modificata con alcune aggiunte, Dublino, Gunne, Robert Owen [et al.], 1740, 19 tavole.
- 4ª ed. 1741.
- 5ª ed., Londra, D. Midwinter [e altri], 1741 e 1743, 2 vol. Volume 1 su GoogleBooks Volume 2 su GoogleBooks

### Riedizioni, supplementi, contraffazioni in inglese
- Un supplemento di Mr. Chambers's cyclopædia o, Universal dictionary of arts and sciences, stampata per W. Innys e J. Richardson, R. Ware, J. e P. Knapton, [e altri], 1753, 2 v., 43 cm (vol. 1; vol. 2 nelle Collezioni di documenti dell'Università del Wisconsin).

### Edizioni postume[1]
- Alla sua morte nel 1740, Chambers lasciò un importante serie di note sulla sua enciclopedia, abbastanza da riempire sette nuovi volumi. L'editore affidò una nuova edizione, molto specializzata, al botanico John Hill e un supplemento fu pubblicato nel 1753 in due volumi per un totale di 3.307 pagine.
- Abraham Rees pubblicò un'edizione completa e finale tra il 1778 e il 1788.[2].

### Italiano
La prima traduzione italiana della Cyclopædia fu stampata a Napoli nel 1747: essa fu la prima enciclopedia pubblicata in Italia, sebbene preceduta dalla pubblicazione dell'opera incompiuta di Vincenzo Coronelli.
Un'altra edizione vide la luce a Venezia nel 1748-1749 in dieci volumi, col titolo Dizionario universale delle arti e delle scienze.

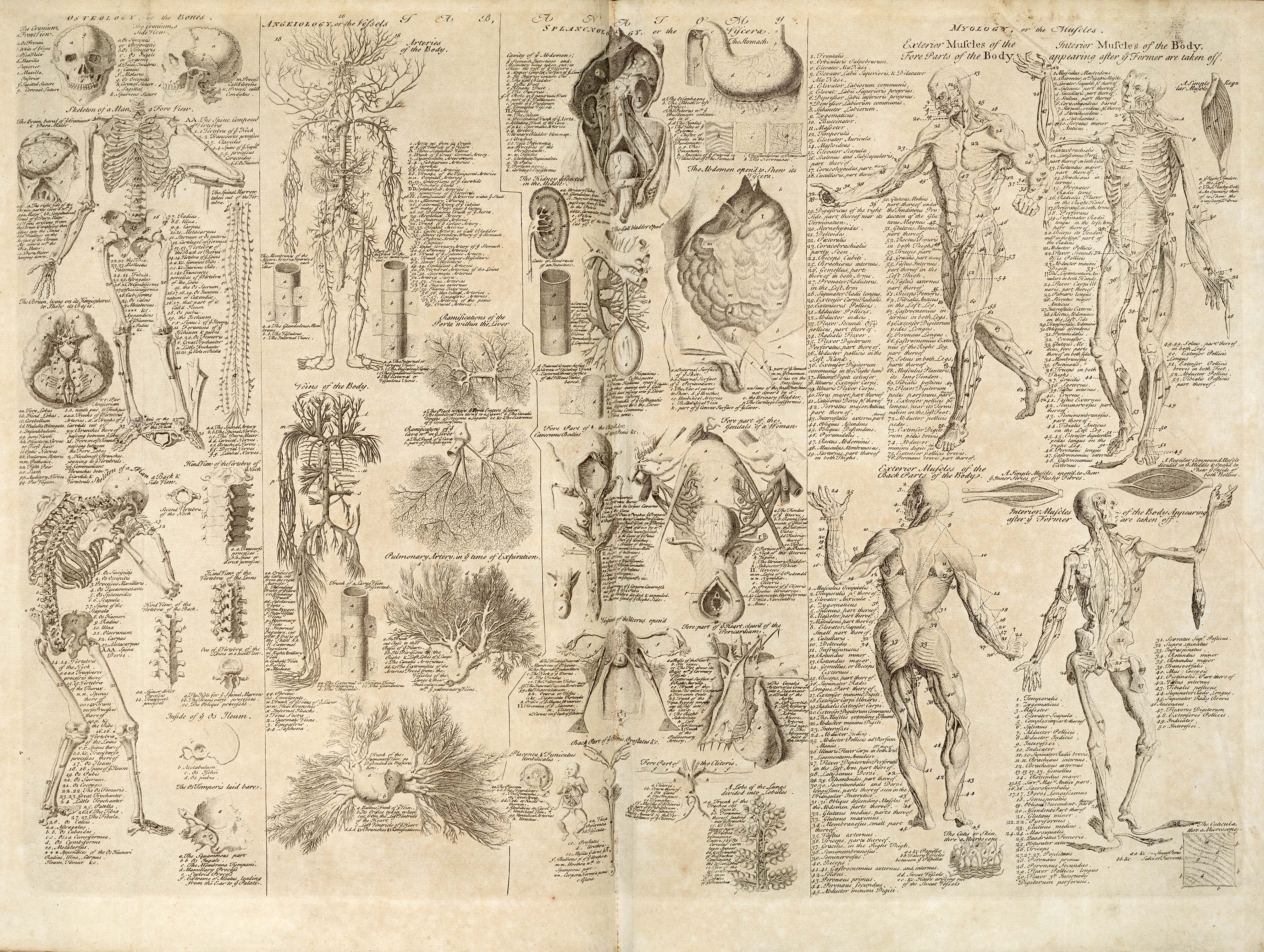
Tavola anatomica nella Cyclopaedia.

## In Francia
Chambers si trovò a Parigi nel 1739 per promuovere la nuova edizione della sua Cyclopaedia. Lì incontrò diversi editori, dei quali egli rifiuta tuttavia le proposte di traduzioni.

Nel 1745, l'editore parigino André Le Breton venne contattato da Gottfried Sellius per avviare un progetto di traduzione della Cyclopedia con John Mills, ma dopo molte prove e vicissitudini, Diderot e d'Alembert, che ereditò questo progetto nel 1750, decise di abbandonare l'idea di una semplice traduzione per sviluppare un progetto più ampio, l'Encyclopédie ou Dictionnaire raisonné des sciences, des arts et des métiers. Essi lo giustificarono nel modo seguente nel « Discours préliminaire »: